# Campeonato Europeo de Lucha de 2024
El LXXV Campeonato Europeo de Lucha se celebró en Bucarest (Rumanía) entre el 12 y el 18 de febrero de 2024 bajo la organización de United World Wrestling (UWW) y la Federación Rumana de Lucha.
Las competiciones se realizaron en el Sala Polivalentă de la capital rumana.

## Medallistas

### Lucha grecorromana masculina
| Evento         | Oro                       | Plata                      | Bronce                                                   |
| -------------- | ------------------------- | -------------------------- | -------------------------------------------------------- |
| 55 kg (13.02)  | Artiom Deleanu Moldavia   | Rəşad Məmmədov Azerbaiyán  | Denis Mihai · Rumania · Manvel Jachatrian · Armenia      |
| 60 kg (14.02)  | Nihat Məmmədli Azerbaiyán | Victor Ciobanu Moldavia    | Sadyk Lalayev · AIN · Răzvan Arnăut · Rumania            |
| 63 kg (13.02)  | Murad Məmmədov Azerbaiyán | Olexandr Hrushyn · Ucrania | Edmond Nazarian · Bulgaria · Anvar Alajiarov · AIN       |
| 67 kg (14.02)  | Həsrət Cəfərov Azerbaiyán | Ruslan Bichurin · AIN      | Abu Amaev Bulgaria Murat Fırat Turquía                   |
| 72 kg (14.02)  | Selçuk Can Turquía        | Ülvi Qənizadə Azerbaiyán   | Narek Oganian · AIN · Parviz Nasibov · Ucrania           |
| 77 kg (13.02)  | Maljas Amoyan Armenia     | Yunus Emre Başar Turquía   | Iuri Lomadze · Georgia · Adlet Tiuliubayev · AIN         |
| 82 kg (14.02)  | Alperen Berber Turquía    | Islam Aliyev · AIN         | Guela Bolkvadze · Georgia · Yaroslav Filchakov · Ucrania |
| 87 kg (13.02)  | Aleksandr Komarov Serbia  | Ali Cengiz Turquía         | Kiryl Maskevich · AIN · Zhan Beleniuk · Ucrania          |
| 97 kg (14.02)  | Artur Alexanian Armenia   | Magomed Murtazaliyev · AIN | Kiril Milov · Bulgaria · Abubakar Jaslajanau · AIN       |
| 130 kg (13.02) | Serguei Semionov · AIN    | Rıza Kayaalp Turquía       | Beka Kandelaki · Azerbaiyán · Danila Sotnikov · Italia   |

### Lucha libre masculina
| Evento         | Oro                              | Plata                             | Bronce                                                      |
| -------------- | -------------------------------- | --------------------------------- | ----------------------------------------------------------- |
| 57 kg (17.02)  | Arsen Harutiunian Armenia        | Muhammet Karavuş Turquía          | İslam Bazarqanov Azerbaiyán Robert Dingashvili Georgia      |
| 61 kg (18.02)  | Abasgadzhi Magomedov · AIN       | Zelimkhan Abakarov · Albania      | Nürəddin Novruzov Azerbaiyán Mezhlum Mezhlumian Armenia     |
| 65 kg (17.02)  | Islam Dudayev · Albania          | Gadzhimurad Rashidov · AIN        | Andre Clarke · Alemania · Əli Rəhimzadə · Azerbaiyán        |
| 70 kg (17.02)  | Arman Andreasian Armenia         | Akaki Kemertelidze Georgia        | Ramazan Ramazanov · Bulgaria · Iszmail Muszukajev · Hungría |
| 74 kg (18.02)  | Tajmuraz Salkazanov · Eslovaquia | Soner Demirtaş Turquía            | Turan Bayramov · Azerbaiyán · Imam Ganishov · AIN           |
| 79 kg (17.02)  | Ajmed Usmanov · AIN              | Mahamedjabib Kadzimahamedau · AIN | Avtandil Kenchadze · Georgia · Frank Chamizo · Italia       |
| 86 kg (18.02)  | Dauren Kurugliyev · Grecia       | Myles Amine San Marino            | Osman Göçen Turquía Arseni Cioyev Azerbaiyán                |
| 92 kg (18.02)  | Feyzullah Aktürk Turquía         | Boris Makojev · Eslovaquia        | Magomed Kurbanov · AIN · Mirian Maisuradze · Georgia        |
| 97 kg (17.02)  | Guivi Macharashvili Georgia      | Maqomedxan Maqomedov Azerbaiyán   | İbrahim Çiftçi · Turquía · Vladislav Baitsayev · Hungría    |
| 125 kg (18.02) | Taha Akgül Turquía               | Gueno Petriashvili Georgia        | Alen Jubulov Bulgaria Giorgi Meşvildişvili Azerbaiyán       |

### Lucha libre femenina
| Evento        | Oro                        | Plata                         | Bronce                                                         |
| ------------- | -------------------------- | ----------------------------- | -------------------------------------------------------------- |
| 50 kg (15.02) | Mariya Stadnik Azerbaiyán  | Evin Demirhan Turquía         | Miglena Selishka · Bulgaria · Milana Dadasheva · AIN           |
| 53 kg (16.02) | Vanesa Kaladzinskaya · AIN | Emma Malmgren · Suecia        | María Prevolaraki · Grecia · Zeynep Yetgil · Turquía           |
| 55 kg (15.02) | Andreea Ana · Rumania      | Mariana Drăguțan Moldavia     | Roksana Zasina · Polonia · Anastasia Blayvas · Alemania        |
| 57 kg (16.02) | Iryna Kurachkina · AIN     | Evelina Nikolova Bulgaria     | Anhelina Łysak · Polonia · Solomiya Vynnyk · Ucrania           |
| 59 kg (15.02) | Alyona Kolesnik Azerbaiyán | Alina Filipovych · Ucrania    | Patrycja Gil · Polonia · Alesia Hetmanava · AIN                |
| 62 kg (16.02) | Grace Bullen · Noruega     | Luisa Niemesch · Alemania     | Veranika Ivanova · AIN · Yuliya Tkach · Ucrania                |
| 65 kg (16.02) | Iryna Koliadenko · Ucrania | Kateryna Zelenyj · Rumania    | Irina Rîngaci Moldavia Elis Manolova Azerbaiyán                |
| 68 kg (15.02) | Buse Tosun Turquía         | Tetiana Sova-Rizhko · Ucrania | Adéla Hanzlíčková · República Checa · Mimi Jristova · Bulgaria |
| 72 kg (16.02) | Nesrin Baş Turquía         | Alexandra Anghel · Rumania    | Wiktoria Chołuj · Polonia · Yuliana Yaneva · Bulgaria          |
| 76 kg (15.02) | Yasemin Adar Turquía       | Anastasiya Shustova · Ucrania | Enrica Rinaldi · Italia · Bernadett Nagy · Hungría             |

## Medallero
| Núm. | País            | Oro | Plata | Bronce | Total |
| ---- | --------------- | --- | ----- | ------ | ----- |
| 1    | Turquía         | 7   | 6     | 4      | 17    |
| 2    | Azerbaiyán      | 5   | 3     | 8      | 16    |
| 3    | Armenia         | 4   | 0     | 2      | 6     |
| 4    | AIN             | 3   | 4     | 8      | 15    |
| 5    | AIN             | 2   | 1     | 3      | 6     |
| 6    | Ucrania         | 1   | 4     | 5      | 10    |
| 7    | Georgia         | 1   | 2     | 5      | 8     |
| 8    | Rumania         | 1   | 2     | 2      | 5     |
| 9    | Moldavia        | 1   | 2     | 1      | 4     |
| 10   | Albania         | 1   | 1     | 0      | 2     |
| 10   | Eslovaquia      | 1   | 1     | 0      | 2     |
| 12   | Grecia          | 1   | 0     | 1      | 2     |
| 13   | Noruega         | 1   | 0     | 0      | 1     |
| 13   | Serbia          | 1   | 0     | 0      | 1     |
| 15   | Bulgaria        | 0   | 1     | 8      | 9     |
| 16   | Alemania        | 0   | 1     | 2      | 3     |
| 17   | San Marino      | 0   | 1     | 0      | 1     |
| 17   | Suecia          | 0   | 1     | 0      | 1     |
| 19   | Polonia         | 0   | 0     | 4      | 4     |
| 20   | Hungría         | 0   | 0     | 3      | 3     |
| 20   | Italia          | 0   | 0     | 3      | 3     |
| 22   | República Checa | 0   | 0     | 1      | 1     |
|      | TOTAL           | 30  | 30    | 60     | 120   |